# Syncomistes trigonicus
Syncomistes trigonicus és una espècie de peix pertanyent a la família dels terapòntids.

## Descripció
- Pot arribar a fer 17 cm de llargària màxima.[4][5]

## Alimentació
És omnívor i es nodreix d'algues.

## Hàbitat
És un peix d'aigua dolça, bentopelàgic i de clima temperat.

## Distribució geogràfica
És un endemisme d'Austràlia Occidental (Austràlia).

## Costums
Es refugia a les esquerdes del terreny quan se sent amenaçat i forma moles mixtes amb Syncomistes rastellus.

## Observacions
És inofensiu per als humans.